# 서울송절주
서울송절주(서울松節酒)란 송절(松節, 싱싱한 소나무 가지의 마디)ㆍ진득찰ㆍ당귀ㆍ진달래꽃(봄, 가을에는 국화)ㆍ솔잎 등을 넣어 빚은 술이다.

## 양조법
양조(釀造) 방법은 먼저 지하수에 송절 등을 넣고 끓인 다음 식혀서, 그 물로 술을 빚는다. 누룩은 밀을 사용하는데 과거에는 밀을 곱게 바수어 체로 쳐서 겨는 제거하고 물을 넣어 반죽하여 누룩을 띄우는 일반적인 방법을 사용하였는데, 여기서는 시중에서 누룩가루를 구입, 즉 끓인 물을 식히고 가루 4되 정도를 넣어 하룻밤을 불린 후 사용한다. 제조시기는 첫 해일(亥日)과 3월ㆍ11월 30일이 좋다는 속설이 있으며, 형태는 원반형이다. 특징은 과거에는 필요한 곰팡이를 마음대로 이식하던 기술이 없어 막연한 솜씨에 의존하였으나 지금은 시중에서 가루를 구입하여 사용하고 있다. 
주모(酒母, 술밑ㆍ밑술)는 멥쌀 4되(약 9L)에 송절 등을 삶은 물 2말과 가루 4되의 비율로 배합한 다음, 멥쌀 5되를 가루를 내어 시루에 쪄서 식힌 후 송절 등을 삶은 물 약 2말과 누룩을 함께 넣은 다음 위에 솔잎을 깔아 따뜻한 곳에서 발효시킨다. 주모의 특징은 일반적인 약용주(藥用酒)는 청주에다 약재를 넣지만 송절주는 주모를 만드는 데에도 약재를 삶아 우려낸 물을 사용한다. 약재는 송절(10kg), 당귀(건조된 것. 1근 375g), 진득찰(3근, 약 100g)에 40L의 물을 넣어 약 2시간 동안 삶은 후 식힌 다음 체로 걸러서 사용한다. 

## 담금·숙성
술덧의 담금과 숙성에서 담금 재료는 찹쌀 1.5말(약 27L)과 송절 등을 삶은 물 1말과 누룩 1되를 사용한다. 담금 방법은 주모를 담근지 7일 정도가 되면 찹쌀 1.5말을 밤새 물에 담갔다가 고두밥을 지어 식혀서 송절 등을 삶은 물 1말과 함께 누룩 1되를 잘 섞어서 약 20일 정도 따뜻한 곳에서 발효시키는데, 5말정도 용량의 독을 사용하며 적당한 온도일 때는 마루에서, 온도가 낮을 때에는 독에 거적을 입혀 방안에서 발효시킨다. 발효시킬 때 봄철이면 진달래꽃, 가을이면 국화, 겨울이면 유자껍질을 솔잎과 함께 띄운다. 담금을 행한 지 약 20일이 지나면 대나무 또는 버들가지로 만든 용수를 박고 1.5말 정도의 술을 뜬 뒤 서늘한 곳에 보관한다.

## 유래
서울송절주의 유래에 대한 정확한 고증은 없으나 《임원십육지(林園十六志)》, 《규합총서(閨合叢書)》 등에 소개된 것으로 보아 조선시대 중엽 16세기부터 시작된 것으로 추정하고 있다. 근래에 와서는 선조 때 충경공 이정란(李廷鸞 ,본관 전의) 장군의 14대손 필승의 처 허성산(許城山, 1892∼1967)이 송절주를 빚었으며, 그 자부인 박아지(朴阿只)에게 전수되었고, 현재는 이성자가 기능을 계승하고 있다. 송절주의 주질(周質)은 황갈색을 띠며 강한 약재 향기를 풍기며 진득찰ㆍ당귀 등의 첨가로 치담ㆍ치풍ㆍ신경통 등에 좋다고 한다. 저장은 옛날에는 땅속에 독을 파묻어 저장하였으나 현재는 저온냉장고를 이용할 수 있으며, 온도가 적당하면 수개월까지 저장이 가능하다. 
 본 문서에는 서울특별시에서 지식공유 프로젝트를 통해 퍼블릭 도메인으로 공개한 저작물을 기초로 작성된 내용이 포함되어 있습니다.